# Aluwa
Aluwa é uma espécie de nogá típico do Sri Lanka em que se mistura castanha de caju pilada grosseiramente com um xarope de açúcar a que não se deixou ganhar ponto, ou a xarope-de-palmeira, aromatizado com sementes de cardamomo moídas. A mistura deve ser feita fora do lume e, quando estiver quase fria, junta-se farinha de arroz torrada, mexe-se bem e deita-se num tabuleiro ou prato, de forma a ficar com uma espessura de cerca de 1 cm. Corta-se em quadrados, que se passam por um pouco de farinha torrada. 